# Rytijärvi (Gällivare socken, Lappland, 745927-171536)
Rytijärvi är en sjö i Gällivare kommun i Lappland och ingår i Kalixälvens huvudavrinningsområde.